# Айдесгорд, Йоуаннес
Йоуаннес Дан Айдесгорд, также встречаются варианты произношения Айдесгаард, Эйдесгорд (фар. Jóannes Dan Eidesgaard, 19 апреля 1951) — министр финансов Фарерских островов с 26 сентября 2008 года. В период с 2004 по 2008 годы занимал пост премьер-министра.

## Биография
Родился 19 апреля 1951 года в Твёройри на острове Судурой.
Некоторое время работал учителем старших классов. 
1990 году был избран в лёгтинг. С 1991 по 1996 годы занимал пост министра в различных коалиционных правительствах, а с 1996 по 1998 работал заместителем премьер-министра. В 1996 стал председателем Социал-демократической партии (Javnaðarflokkurin).
3 февраля 2004 года Айдесгорд был избран премьер-министром Фарер и возглавил коалиционное правительство, в которое вошли Партия союза, Народная партия и Социал-демократическая партия.
После выборов 2008 года он стал главой коалиционного правительства, куда кроме социал-демократов также вошли «Республика» и Партия центра. Однако в сентябре коалиция распалась и было восстановлено прежнее коалиционное правительство Партии союза, Народной партии и Социал-демократической партии. Тогда же Айдесгорд решил оставить пост премьера. На этой должности его сменил лидер Партии союза Кай Лео Йоханнесен.